# Симадзу Ёсихиса
Ёсихиса Симадзу (яп. 島津義久 Симадзу Ёсихиса,  4 марта 1533 — 5 марта 1611) — японский политический и военный деятель периода Сэнгоку. 16-й и 18-й (временно) глава самурайского рода Симадзу.

## Биография
В 1578 году Отомо вторгся во владения Симадзу и осадил замок Такадзё, который оборонял младший брат Ёсихисы — Иэхиса. Гарнизон страдал от недостатка воды, а осаждавшие вели обстрел замка из двух португальских пушек. Ёсихиса поспешил на помощь брату и применив свою тактику ложного отступления, в сражении при Мимигаве наголову разбил Отомо Сорина.
С целью окончательного захвата всего острова Кюсю, в 1586 году, армия Симадзу вторглась в провинцию Бунго — авангард из 1300 человек под командованием Симадзу Иэхисы, 15 000 человек под командованием Симадзу Ёсихисы, и основные силы численностью 67 000 человек под командованием Симадзу Ёсихиро.
В эту войну решил вмешаться Тоётоми Хидеёси, решивший поддержать более слабую из сторон — Отомо с тем, чтобы подчинить своей власти Кюсю. С этой целью подкрепления от Тоётоми Хидеёси, во главе с Тёсокабэ Мототика и Сэнгоку Хидэхиса, к Отомо прибыли с острова Сикоку, с распоряжением действовать от обороны до тех пор, пока не прибудут основные силы.
В результате вмешательства в этот конфликт Тоётоми Хидеёси, большую часть своей армии Симадзу отвели в тыл, опасаясь за свои владения. Отомо нарушил приказ Хидеёси и попытался своими силами снять осаду с замка Тосимицу своей 15 000 армией, совместно с десантом Хидеёси из 7000 самураев. Симадзу активизировали свои атаки на замок Тосимицу и овладели им, перед приходом армии Отомо.
Войска Отомо и отряд, возглавляемый военачальниками Хидеёси — Тёсокабэ Мототика и Сэнгоку, прибыв к реке Хэцугигава, протекавшей рядом с замком Тосимицу, поняли, что опоздали и осадная армия Симадзу готова к бою с новым противником.
Объединённая армия Отомо и Т. Хидеёси состояла из двух частей — на левом фланге находились войска Сэнгоку и Отомо, а на правом стоял Тёсокабэ. Симадзу послал слабый отряд под командованием Идзюина Хисанори в атаку на левый фланг противника, что спровоцировало войска Отомо и Сэнгоку контратаковать и переправиться через реку Хэцугигава, под засаду основных сил Симадзу, которыми командовали Нииро Тадамото, Симадзу Ёсихиро и Симадзу Иэхиса. В результате войска Отомо и Сэнгоку были разгромлены и были отброшены за реку, что привело к деморализации противника и на правом фланге под командованием Тёсокабэ Мототики. В этом сражении на реке Хэцугигава войска Симадзу разгромили наголову армию Отомо и десант Тоётоми Хидеёси. После сражения Отомо бежал из Бунго, а провинция целиком перешла к Симадзу.
В ответ на разгром своего десанта, Тоётоми Хидеёси послал на Кюсю, в 1587 году, более многочисленную армию. Четвертый брат Симадзу Иэхиса (1547—1587) был убит во время этих боев на острове Кюсю. В итоге войны Симадзу вынуждены были признать своё поражение и сдаться Хидэёси, признав вассальную зависимость от него и его сюзеренитет. Клан братьев Симадзу получил право держать собственную армию, при условии отречения Ёсихиса в пользу брата Ёсихиро.
В 1600 году Ёсихиро принимал участие в битве при Сэкигахаре на стороне западной коалиции. Несмотря на поражение союзников, он успешно отступил с поля боя, избрав тактику фронтального прорыва. Во время прорыва отряды Ёсихиро потеряли 70 % личного состава, но разбили основные части армий восточной коалиции и испугали её главу Токугаву Иэясу.
Для спасения клана и княжества старший брат Ёсихиса арестовал своего брата Ёсихиро. В результате переговоров с Токугава Иэясу Ёсихиса сумел добиться прощения для Ёсихиро и для себя лично на условиях, что они оба уйдут в монахи, оставив свое владение сыну Ёсихиро — Тадацунэ. Тадацунэ принес оммаж Иэясу, а тот позволил ему носить фамилию Мацудайра — родовую фамилию самого Токугавы. Тем самым клан Симадзу сохранил свои позиции на острове Кюсю.